# سد هونگجیادو
سد هونگجیادو (به لاتین: Hongjiadu Dam) یک سد خاکی و نیروگاه برقابی در چین است که در شهرستان شیانشی (گوئیژو) واقع شده‌است.